# Voivodato de Mazovia

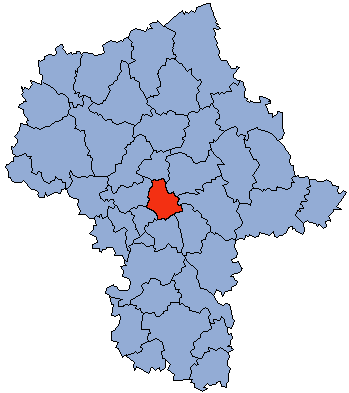
Divisiones administrativas del voivodato de Mazovia. En rojo, el powiat de Varsovia.

El voivodato de Mazovia (en polaco: Województwo Mazowieckie) es una de las 16 provincias (voivodatos) que conforman la República de Polonia, según la división administrativa del año 1999. Con área de 35 597 km² es el más grande del país y el más importante al tener en su territorio la ciudad distrito de Varsovia, capital polaca.
El voivodato de Mazovia en líneas generales abarca la mayor parte de la región histórica y geográfica llamada Mazovia.

## Divisiones
Ciudades-distrito
- Varsovia – 1.700.536
- Radom – 226.372
- Płock – 127.307
- Siedlce – 77.047
- Ostrołęka – 53.758

Distritos
- Distrito de Varsovia – 1.700.536
- Distrito de Wołomin – 202.445
- Distrito de Pruszków – 145.870
- Distrito de Radom – 145.276
- Distrito de Piaseczno – 145.253
- Distrito de Mińsk Mazowiecki – 141.048
- Distrito de Otwock – 116.086
- Distrito de Płock – 106.455
- Distrito de Garwolin – 106.227
- Distrito de Ożarów Mazowiecki – 100.965
- Distrito de Legionowo – 96.497
- Distrito de Grójec – 96.489
- Distrito de Ciechanów – 91.049
- Distrito de Płońsk – 87.430
- Distrito de Ostrołęka – 84.344
- Distrito de Sochaczew – 83.318
- Distrito de Siedlce – 80.560
- Distrito de Grodzisk Mazowiecki – 78.208
- Distrito de Nowy Dwór Mazowiecki – 75.736
- Distrito de Ostrów Mazowiecka – 75.073
- Distrito de Żyrardów – 74.662
- Distrito de Mława – 73.452
- Distrito de Wyszków – 71.558
- Distrito de Węgrów – 67.823
- Distrito de Kozienice – 61.614
- Distrito de Sokołów Podlaski – 56.823
- Distrito de Sierpc – 53.811
- Distrito de Przasnysz – 52.948
- Distrito de Pułtusk – 51.033
- Distrito de Gostynin – 47.034
- Distrito de Maków Mazowiecki – 46.474
- Distrito de Przysucha – 43.822
- Distrito de Szydłowiec – 40.083
- Distrito de Żuromin – 40.078
- Distrito de Zwoleń – 37.183
- Distrito de Lipsko – 36.670
- Distrito de Białobrzegi – 33.545
- Distrito de Łosice – 32.770

- Datos: Q54169
- Multimedia: Masovian Voivodeship / Q54169